# یاوورووو-کولونگا
یاوورووو-کولونگا (به لاتین: Jaworowo-Kolonia) یک روستا در لهستان است که در گمینا زاویز واقع شده‌است.